# Pyronia taurina
Pyronia taurina är en fjärilsart som beskrevs av Charles Oberthür 1915. Pyronia taurina ingår i släktet Pyronia och familjen praktfjärilar. Inga underarter finns listade.